# Yakutat
Yakutat è una city e un borough dello Stato dell'Alaska, negli Stati Uniti d'America. La popolazione al censimento del 2000 era di 808 abitanti.

## Geografia fisica
Il borough si trova nella parte meridionale dello Stato. Lo United States Census Bureau certifica che la sua estensione è di 24.508,71 km².

### Suddivisioni confinanti
- Census Area di Valdez-Cordova - nord-ovest
- Census Area di Hoonah-Angoon - sud-est
- Regione di Stikine, Columbia Britannica - est
- Yukon - nord-est